# 118 Dywizja Strzelców (III Rzesza)
118 Dywizja Strzelców (niem. 118. Jäger-Division) – jedna z niemieckich dywizji strzelców. Utworzona została w kwietniu 1943 w Serbii z 718 Dywizji Piechoty. 

## Szlak bojowy

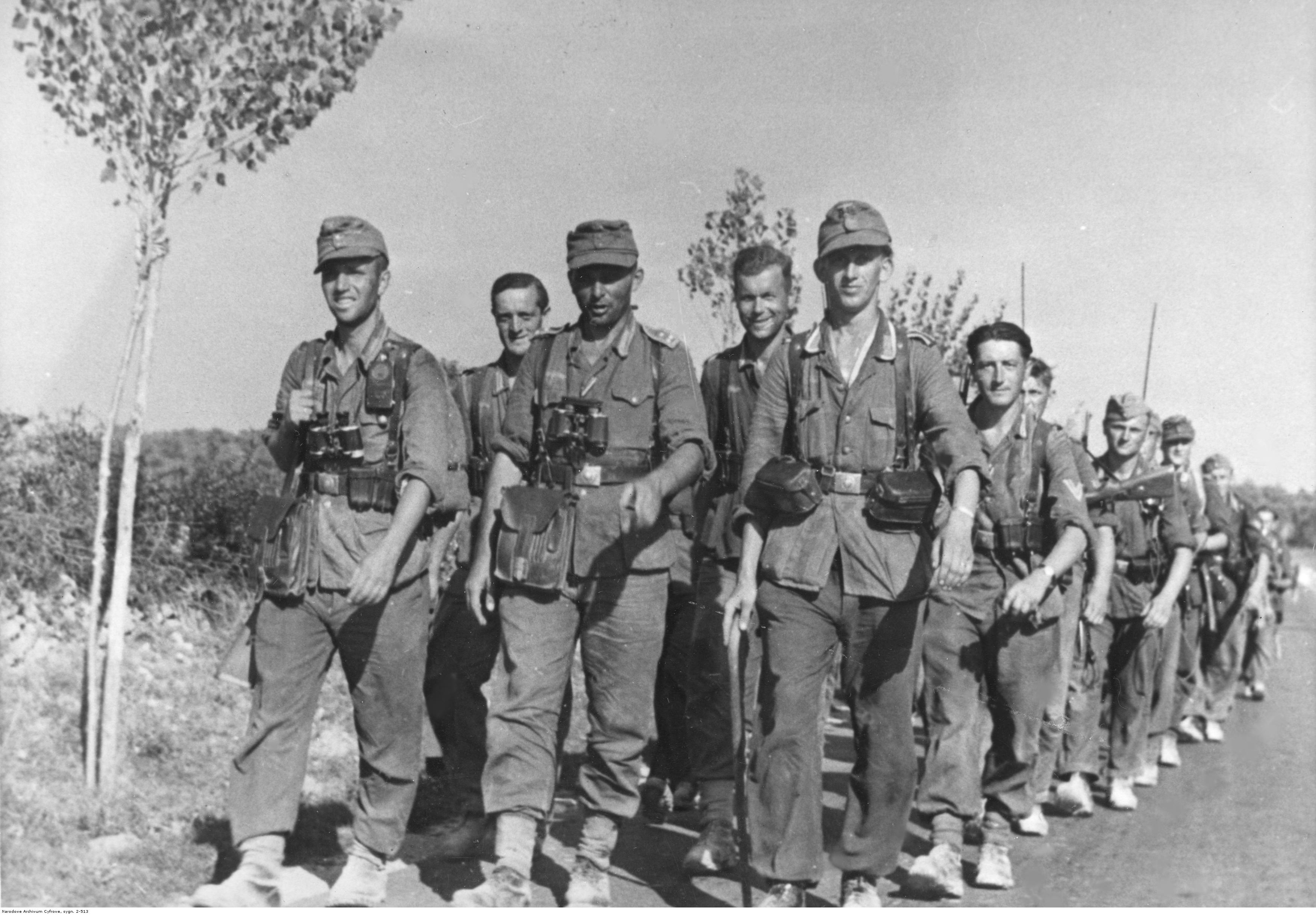
Żołnierze 118. dywizji strzelców. Bośnia i Hercegowina, wrzesień 1943

Początkowo dywizja stacjonowała w Serbii pełniąc obowiązki okupacyjne i zwalczając partyzantkę. Później została przerzucona do Hercegowiny a latem 1944 na wybrzeże Dalmacji. Na początku 1945 jednostkę skierowano na front wschodni i walczyła na Węgrzech i w Austrii. Szlak bojowy dywizja zakończyła w Klagenfurcie w maju 1945, gdy poddała się wojskom brytyjskim.

## Dowódcy dywizji
- gen. por. Josef Kübler (od 1 kwietnia 1943),
- płk Rudolf Gertler (w lipcu 1944)
- gen. mjr Hubert Lamey (od 10 lipca 1940 do kapitulacji)[2].

## Struktura organizacyjna
- 738  pułk strzelców
- 750  pułk strzelców
- 668  batalion artylerii (później pułk)
- 118  batalion cyklistów
- 118  batalion niszczycieli czołgów
- 118  batalion inżynieryjny
- 118  batalion łączności
- 118  dywizyjny oddział zaopatrzenia